# Domagné
Domagné (en bretó Dovanieg) és un municipi francès, situat a la regió de Bretanya, al departament d'Ille i Vilaine. L'any 2006 tenia 1.933 habitants. Limita al nord amb Châteaubourg, a l'oest amb Ossé, a l'est amb Louvigné-de-Bais, al sud amb Piré-sur-Seiche, al nord-est amb Daint-Didier, al nord-oest Servon-sur-Vilaine i Noyal-sur-Vilaine, al sud-oest amb Saint-Aubin-du-Pavail i al sud-est amb Chancé.

## Demografia
| 1962                                       | 1968  | 1975  | 1982  | 1990  | 1999  | 2006  |
| ------------------------------------------ | ----- | ----- | ----- | ----- | ----- | ----- |
| 1.138                                      | 1.232 | 1.220 | 1.487 | 1.499 | 1.633 | 1.933 |
| Des de 1962: població sense dobles comptes |       |       |       |       |       |       |

## Administració
| Període   | Identitat       | Partit |
| --------- | --------------- | ------ |
| 1959-1968 | Joseph Roinson  |        |
| 1968-1977 | Francis Renault |        |
| 1977-1995 | Louis Raison    |        |
| 1995-     | Bernard Renou   |        |